# Óscar Arizaga
Óscar Arizaga Guzmán (1957. augusztus 20. – Callao, 2023. június 26.) válogatott perui labdarúgó, hátvéd.

## Pályafutása

### Klubcsapatban
1975 és 1977 között az Atlético Ayacucho, 1978 és 1982 között az Atlético Chalaco, 1983–84-ben a Deportivo Municipal labdarúgója volt.

### A válogatottban
1980-ban egy alkalommal szerepelt a perui válogatottban. Részt vett az 1982-es spanyolországi világbajnokságon, de nem lépett pályára a tornán.

## Statisztika

### Mérkőzése a perui válogatottban
| Peru | Peru             | Peru                           | Peru    | Peru     | Peru     | Peru       | Peru  | Peru    |
| #    | Dátum            | Helyszín                       | Hazai   | Eredmény | Vendég   | Kiírás     | Gólok | Esemény |
| ---- | ---------------- | ------------------------------ | ------- | -------- | -------- | ---------- | ----- | ------- |
| 1.   | 1980. július 18. | Montevideo, Estadio Centenario | Uruguay | 0 – 0    | Peru     | barátságos | -     |         |
|      | Összesen         |                                |         | 1        | mérkőzés |            | 0     | gól     |